# Filosofía de la mente

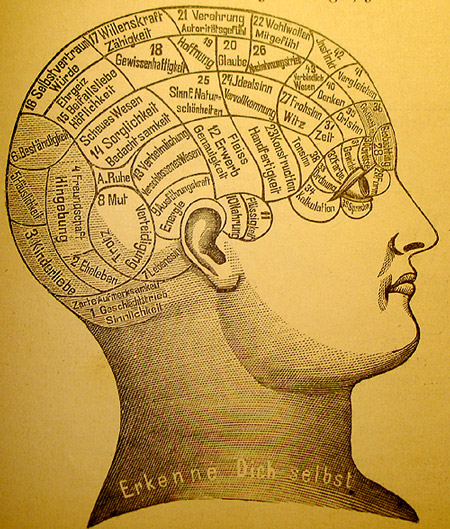
Representación frenológica de las áreas cerebrales en correspondencia con las funciones mentales. La frenología fue uno de los primeros intentos de relacionar funciones mentales con partes específicas del cerebro.

La filosofía de la mente es la rama de la filosofía (en particular de la filosofía analítica) que estudia la mente, incluyendo las percepciones, sensaciones, emociones, fantasías, sueños, pensamientos y creencias. Uno de los problemas centrales de la disciplina es determinar qué hace que todos los elementos de esta lista sean mentales, y otros no. Además de las cuestiones ontológicas acerca de la naturaleza de los estados mentales, la filosofía de la mente estudia cuestiones epistemológicas en torno a la cognoscibilidad de la mente.
Tanto para la fenomenología como para la filosofía analítica, un candidato importante para ser una condición necesaria, aunque no suficiente, de todo fenómeno mental es la intencionalidad. La intencionalidad es el poder de la mente de ser acerca de, de representar, o suplir cosas, propiedades o estados de cosas. Por ejemplo, uno no recuerda simplemente, sino que recuerda algo, y tampoco quiere en abstracto, sino que quiere algo determinado. La propuesta de algunos filósofos es que todo lo que sea mental está «dirigido» hacia algún objeto, en el sentido más general de objeto, y que por lo tanto la intencionalidad es una característica necesaria, aunque no suficiente, de lo mental.
Otra característica importante y controversial de lo mental son los qualia, o propiedades subjetivas de la experiencia. Cuando uno ve una nube, se pincha un dedo con un alfiler, o huele una rosa, experimenta algo que no se puede observar desde fuera, sino que es completamente subjetivo. A estas experiencias se las llama «qualia». Parte de la importancia de los qualia se debe a las dificultades que suscitan al fisicalismo para acomodarlos dentro de su concepción de lo mental. Algunos neurocientíficos como Antonio Damasio, Gerald Edelman, Vilayanur Ramachandran y Rodolfo Llinás han abordado esta temática de la filosofía de la mente y sostienen que los qualia existen y no son eliminables y reemplazables por otra cosa como conductas o propiedades objetivas del cerebro observadas en imágenes de resonancia magnética.

La filosofía de la mente se relaciona con la ciencia cognitiva de varias maneras. Por un lado, las filosofías más racionalistas pueden considerarse como parte de las ciencias cognitivas. En cambio, otras filosofías más naturalistas que dan énfasis a la biología y neurociencia critican a la ciencia cognitiva por suponer que lo mental es intelectual (lógico) o computacional o por equiparar a los seres vivos a artefactos mecánicos. Por ejemplo, algunos críticos señalan que la ciencia cognitiva descuida muchos factores relevantes para el estudio de lo mental, entre ellos las emociones, la conciencia, el cuerpo y el entorno.
Algunos problemas centrales en la filosofía de la mente son el problema de la relación entre la mente y el cuerpo, el problema de la permanencia de la identidad personal a través del tiempo, y el problema del reconocimiento de otras mentes.

## El problema mente-cuerpo
El punto central de la filosofía de la mente es el problema mente-cuerpo. En su origen está la pregunta: ¿cuál es la relación entre los estados mentales (o la conciencia, lo psíquico, el alma) con los estados físicos (o el cerebro, lo material, el cuerpo)? ¿Se trata de dos sustancias diferentes? ¿O dos propiedades diferentes de una misma sustancia? ¿O son lo mental y la materia una sola cosa? Estas son las preguntas fundamentales de la filosofía de la mente. No obstante, las respuestas suscitan un sinfín de nuevas preguntas: ¿Son libres nuestro pensamiento y nuestra voluntad? ¿Podrían las computadoras poseer una mente? ¿Puede existir la mente sin el cuerpo? La filosofía de la mente es por tanto un estudio con ramificaciones muy diversas.
La primera formulación clásica del problema mente-cuerpo se debe a René Descartes. Pero la reflexión acerca de la relación entre la mente y el cuerpo se remonta hasta la antigüedad. Platón defiende un dualismo explícito, que se pone de manifiesto en su argumentación en favor de la transmigración del alma: Si el alma sobrevive a la muerte del cuerpo, ha de ser algo diferente de este. En Aristóteles esto es diferente. Aristóteles postula un «pneuma», que, como principio de la vida, se encuentra en todo ser vivo, pero que no es algo contrapuesto al mundo material y corporal. En la Edad Media cristiana (escolástica) la distinción entre el cuerpo y el alma inmaterial es piedra angular del filosofar. La influencia de la filosofía medieval es evidente en la formulación cartesiana del dualismo.
La mayoría de las personas perciben intuitivamente un abismo entre los fenómenos mentales y los físicos. Esto ha llevado a que durante largo tiempo los puntos de vista dualistas fueran los predominantes en la filosofía de la mente. No obstante, algunos filósofos defienden posiciones materialistas. Sobre esta base deben dar respuesta a la cuestión de cómo se explica la conciencia desde el punto de vista materialista.

### Respuestas dualistas al problema mente-cuerpo
El dualismo responde al abismo intuitivo entre la vida mental interior y la realidad física de la siguiente manera: afirma que aquí nos encontramos ante dos entidades fundamentalmente diferentes: entidades mentales y físicas. Dependiendo de la ulterior caracterización de dichas entidades y de cómo se explique la relación entre las entidades mentales y físicas, se llegará a formas muy diversas de dualismo. Se puede ser dualista de muchas maneras porque básicamente, el dualismo es la hipótesis inicial o el punto de partida en esta clase de discusiones y basta que no satisfagan los argumentos monistas para poder ser considerado, de uno u otro modo, dualista. En realidad, el dualismo puede ser visto como un problema antes que como una solución. De hecho, si hacemos investigación científica para entender cómo se relaciona nuestro sistema nervioso con nuestra experiencia consciente estamos siendo, de algún modo, dualistas; los monistas no tendrían, en realidad, nada que investigar.

#### Argumentos en favor del dualismo

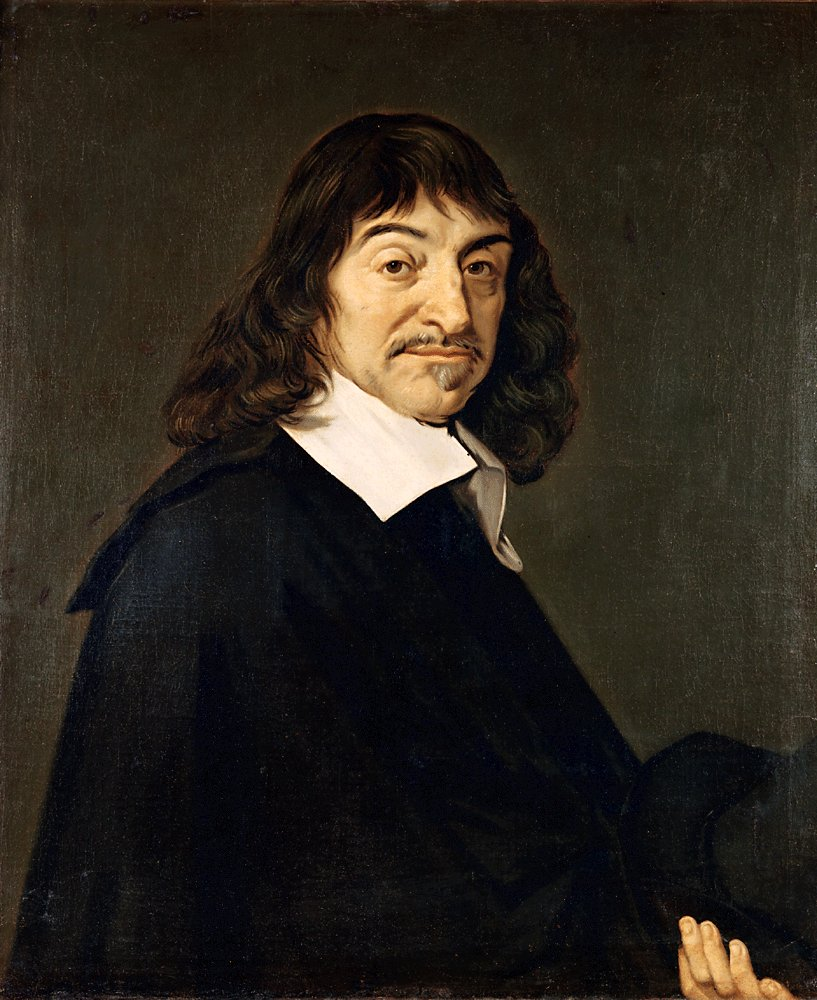
René Descartes en un retrato de Frans Hals (1648).

¿Se basa el dualismo únicamente en el abismo intuitivo entre lo mental y lo material? ¿O existen argumentos concretos en favor del dualismo? El argumento más conocido es el desarrollado por René Descartes en las Meditaciones metafísicas. En resumen, es el siguiente: Puedo imaginarme clara y distintamente que la mente exista sin la materia. Lo que uno puede imaginar clara y distintamente es al menos, por principio, posible. Así, pues, es al menos posible que la mente exista sin la materia. Si es posible que la mente exista sin la materia, mente y materia han de ser entidades diferentes. Puesto que mente y materia han de ser entidades diferentes, en consecuencia el dualismo es cierto.
Las premisas del argumento pueden ponerse en duda. ¿Por qué, por ejemplo, habría de ser algo posible solo porque puede imaginarse clara y distintamente? A pesar de problemas de este tipo, aún hoy en día se siguen defendiendo variantes del argumento cartesiano, por ejemplo, Saul Kripke. Las posiciones dualistas se vuelven más plausibles por los problemas que plantea el materialismo que por sus propios argumentos positivos.
Los argumentos en favor del dualismo son básicamente de carácter epistemológico, aunque el dualismo encuentre también acogida por motivos morales o religiosos; en realidad, muchos ataques al dualismo pudieran estar inspirados más en esta clase de motivos que en los primeros.
El primer apoyo intuitivo al dualismo proviene del hecho de que tengamos alguna clase de acceso privilegiado a nuestra propia conciencia; así, por ejemplo, si por potente que fuese la tecnología empleada (estamos imaginando un experimento mental) no se pudiese conocer lo que pensamos cuando se examinase a fondo nuestro cerebro, habría que concluir que lo que llamamos nuestra conciencia no se encuentra enteramente en el mundo físico, por mucho que guarde obvias relaciones con él. El hecho de que podamos sentir un dolor, por ejemplo, sin que haya muestras físicas evidentes de ello, o el que podamos mentir, son ejemplos muy comunes de esa cualidad, ejemplos que impresionaban grandemente a un filósofo tan poco propicio al dualismo como Bertrand Russell. El argumento cartesiano que concluye con el Cogito ergo sum se apoya en esta clase de razones, aunque culmina con una forma lógica en la que influye también una consideración de distinto tipo, a saber: el hecho de que si he de atender a mis razones he de ser un sujeto independiente de toda influencia externa para tener alguna credibilidad. Epicuro formuló de manera impresionante y concisa esta forma de argumentar: «El que dice que todo acontece por necesidad nada puede objetar al que niega que todo acontece por necesidad, pues esto mismo afirma que acontece por necesidad» (Exhortaciones de Epicuro, Gnomologio Vaticano, 40).
Los filósofos espiritualistas, especialmente George Berkeley y Henri Bergson han subrayado la importancia de esa clase de apoyos intuitivos para relativizar la importancia de la noción de materia. Entre los pensadores recientes, el físico Erwin Schrödinger ha insistido en la importancia de esta clase de cuestiones para relativizar la pretendida prioridad ontológica de la materia sobre la consciencia.

#### Dualismo interaccionista

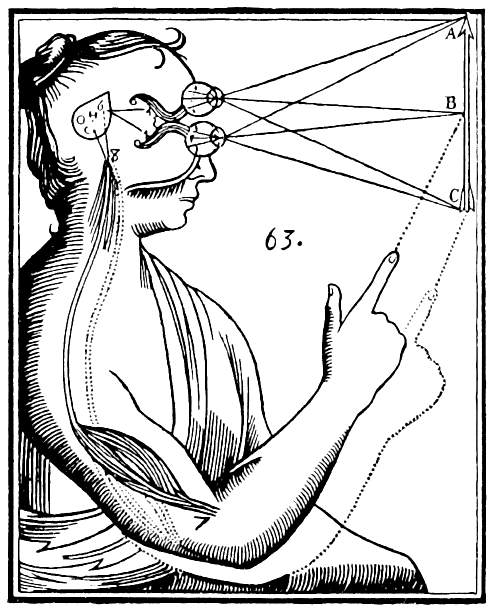
Ilustración de la obra de Descartes Tratado del Hombre explicando la función de la glándula pineal.

La forma clásica del dualismo es el dualismo interaccionista. La primera formulación precisa se la debemos a René Descartes, y aún hoy en día sigue teniendo partidarios. Karl Popper y John Eccles han sido los dualistas interaccionistas más célebres del siglo XX. Las ideas fundamentales son las siguientes: mente y materia son substancias diferentes e interactúan entre sí. Si me pincho un dedo con una aguja, de él parten señales hacia el cerebro y allí ha de haber un «lugar» donde el cerebro actúe sobre la mente inmaterial. De la misma manera funciona en sentido inverso: cuando siento dolor la mente inmaterial actúa sobre el cerebro. Este envía señales a, por ejemplo, la mano, y la retina.
Un dualismo de este tipo tiene que enfrentarse a serios problemas, especialmente por los científicos empíricos contemporáneos. Si existe un lugar donde se produce la interacción entre la mente y el cerebro, este lugar debería ser localizable. Sin embargo, las especulaciones de Descartes (él pensó que el lugar de la interacción se encontraba en la glándula pineal) fueron pronto refutadas salvo por el Espiritismo kardeciano, que asegura que la glándula pineal es el núcleo de la mediumnidad: la puerta entre el mundo físico y el espiritual o extrafísico. Tampoco se halló en el cerebro ningún otro lugar visible en el que el comportamiento de las neuronas solo fuera explicable por la acción de un espíritu inmaterial. Dejando a un lado que en el cerebro no parece haber ningún «lugar» en el que se produzca una interacción, la cuestión del tipo de acción recíproca entre mente y cerebro permanece abierta. Algunos filósofos suponen que dicha interacción se produce por medio de efectos cuánticos, pero los detractores a esta hipótesis indican que hay en ello la misma contradicción: los niveles cuánticos son niveles de materia, por lo que no creen que debería ser la causa de la inteligencia u otras manifestaciones de esta.

#### Otros dualismos

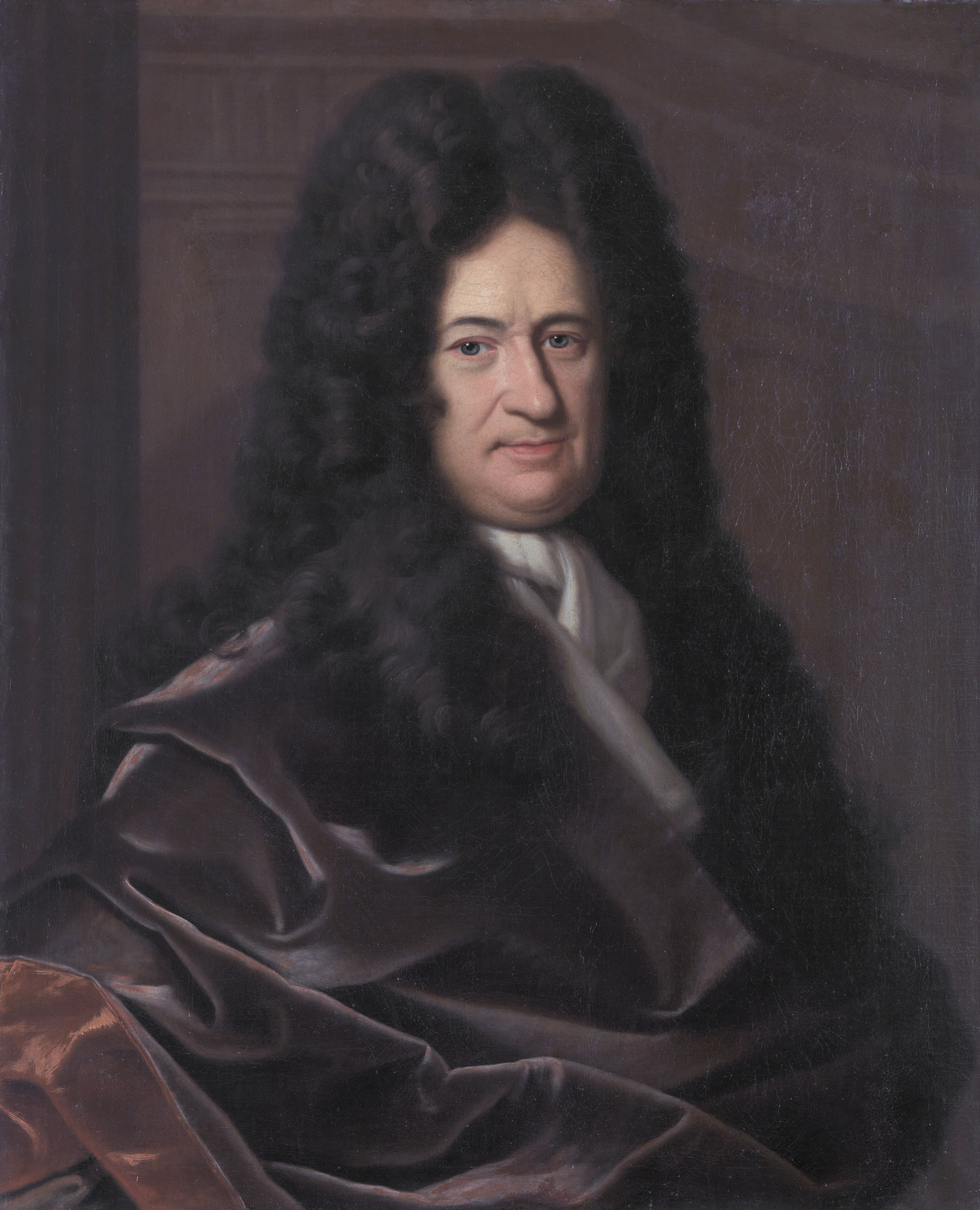
Gottfried Wilhelm Leibniz en un retrato de Bernhard Christoph Francke (alrededor de 1700).

Existen también otras formas de dualismo, entre las que mencionaremos las cuatro más importantes.

##### Paralelismo psicofísico
El paralelismo fue desarrollado por Gottfried Wilhelm Leibniz. Las tesis centrales son:
1. Espíritu y materia son dos sustancias diferentes.
2. Dichas sustancias no interactúan entre sí.
3. Sino que actúan en paralelo, pero de modo sincronizado.

De este modo se superarían los problemas del dualismo interaccionista, pues ya no habría que buscar un lugar en el cerebro donde se produjera la interacción. Sin embargo, este planteamiento arroja nuevas preguntas. Si quiero ir al frigorífico (proceso mental), normalmente voy al frigorífico (proceso físico). ¿Cómo puede ser que entre mente y materia no se produzcan efectos recíprocos? El paralelismo responde a esto que los sucesos mentales y materiales corren de forma paralela, al igual que relojes sincronizados. Intuitivamente, parecería una casualidad increíble que en todos los seres que experimentan fenómenos mentales la maquinaria física corriera exactamente de forma paralela a dichos fenómenos, pero Leibniz atribuyó la razón de ese paralelismo a la acción de Dios, quien estableció que así fuera desde el comienzo (y no en cada ocasión como en Malebranche).

##### Ocasionalismo
El ocasionalismo ha sido defendido, entre otros, por Nicolas Malebranche. La idea es la siguiente: cuando quiero hacer algo se está produciendo un suceso inmaterial en mi espíritu. Dios conoce ese hecho y hace que el cuerpo se ponga en movimiento.

##### Epifenomenalismo
El epifenomenalismo entiende la conexión entre mente y materia como una relación de un solo sentido: la materia actúa sobre la mente inmaterial, pero no a la inversa. Sin embargo, el epifenomenalismo plantea problemas similares a los del dualismo interaccionista. ¿En qué lugar se produce el efecto sobre la mente? ¿Cómo se produce dicho efecto? Todavía hoy hay defensores del epifenomenalismo. Uno de ellos era, hasta hace poco, Frank Jackson.

##### Dualismo de propiedades
El dualismo de propiedades ha experimentado un renacimiento en los últimos años debido a un libro de David Chalmers. El dualismo de propiedades puede incluirse entre los dualismos solo con ciertas reservas. Al contrario que los demás, con respecto a la sustancia es un monismo; es incluso compatible con la tesis de que todo se compone de pequeñas partículas físicas. Sostiene, no obstante, que hay propiedades no materiales. Chalmers califica a la propiedad de «ser experimentado de determinada manera» (los qualia) de propiedad no material. Sus reflexiones se apoyan en el concepto de superveniencia y en la lógica de las explicaciones reductivas.

### Respuestas monistas al problema mente-cuerpo
El monismo, en contraposición al dualismo, afirma que solo hay una substancia; ya sea mental o la material. En el caso de la sustancia mental se estaría hablando de un monismo idealista, o simplemente de «idealismo». Sin embargo, hoy en día casi todos los monismos son materialistas.[cita requerida] Así, pues, afirman que la única substancia existente es la materia. Una tercera posibilidad consiste en suponer una substancia que no es ni materia ni espíritu. Lo mental y lo físico serían propiedades de esa única substancia. Esta posición fue defendida por Baruch Spinoza y popularizada por Ernst Haeckel en el siglo XIX. Este monismo neutral se asemeja al dualismo de propiedades (V. más arriba). En lo que sigue nos ocuparemos únicamente de los monismos materialistas clásicos.

#### Fisicalismo
El fisicalismo es la tesis metafísica de que «todo es físico», que «no hay nada más allá de» lo físico, o que todo sobreviene en lo físico. El fisicalismo es una forma de monismo ontológico[cita requerida]: una visión de «una sustancia» de la naturaleza de la realidad en oposición a una visión de «dos sustancias» (dualismo) o de «muchas sustancias» (pluralismo). Se ha debatido tanto la definición de «físico» como el significado del fisicalismo. Así, algunos filósofos, como Noam Chomsky, han señalado que en general las concepciones «materialistas» y «fisicalistas» contemporáneas han surgido y se han propagado de planteamientos mal dirigidos o concepciones bastante mal enfocadas, y podrían constituir peticiones de principio si no explica de una manera clara la definición de «lo físico»; por ejemplo, así como Bertrand Russell señaló en el siglo XX que el concepto de «causa» no significa hoy lo que fue en su historia etimológica, el concepto de «materia» ya no es tampoco en las ciencias las diversas cosas que se han entendido durante la evolución de la Historia de la filosofía por ese concepto.
Puede considerarse a Epicuro como uno de los primeros filósofos en proponer una teoría de la identidad de la mente. Según el filósofo de Samos, el alma y el cuerpo están compuestos de átomos y nacen juntos y en el momento de morir, los átomos se separan y ambos se destruyen.
El filósofo francés Henri de Saint-Simon consideró al ser humano como un ser constituido de cuerpos organizados que no dejan de ser objetos de estudio de la física, en particular, de la fisiología. Saint-Simon llegó a plantear: «El pensamiento es una acción material: es un resultado del movimiento del fluido nervioso». El filósofo australiano David Malet Armstrong en su libro A Materialist Theory of the Mind (1968) intentó desarrollar sistemáticamente una visión materialista reduccionista de la mente. Según él, los procesos mentales se producen por efectos físicos y que «el ser humano no es más que un mecanismo fisicoquímico».
El fisicalismo está estrechamente relacionado con el materialismo. El fisicalismo surgió del materialismo con los avances de las ciencias físicas al explicar los fenómenos observados. Los términos a menudo se usan indistintamente, aunque a veces se distinguen, por ejemplo, sobre la base de la física que describe más que solo la materia (incluida la energía y la ley física). El argumento del zombi filosófico es un intento de desafiar el fisicalismo. El fisicalismo no es tan popular como solía ser. Un buen número de pensadores de hoy se oponen al fisicalismo, y la neuroplasticidad es una de esas pruebas que se utiliza en apoyo de una visión no fisicalista.

#### Conductismo
El conductismo ha sido la corriente dominante en la filosofía de la mente durante la primera mitad del siglo XX. En la psicología surgió como reacción al problema de la introspección: cuando mediante la introspección alguien habla de su mundo mental interior, no hay manera (o no la había entonces) de comprobar la veracidad de sus declaraciones. Pero sin posibilidad de verificación, dicen los conductistas, no hay ciencia posible. ¿Cuál es la solución para la psicología? Debería renunciar a ocuparse de la vida íntima mental y la introspección y, en vez de eso, concentrarse en el comportamiento observable.
Paralelamente a estos desarrollos de la psicología fue surgiendo un conductismo filosófico. Este se caracteriza por un verificacionismo que considera carentes de sentido las declaraciones sobre la vida íntima mental que no pueden ser comprobadas. Sin embargo, ¿qué son los estados mentales si no conforman una vida íntima mental de la que se pueda dar cuenta mediante la introspección? Los conductistas responden: los estados mentales son descripciones de la conducta o disposiciones.
El conductismo filosófico ha sufrido una decaída desde la última mitad del siglo veinte, coincidiendo con el ascenso del cognoscitivismo. Los cognoscitivistas rechazan el conductismo debido a varios problemas que consideran insostenibles. Por ejemplo, se puede pensar que el conductismo es contra-intuitivo al afirmar que cuando alguien habla de sus punzantes dolores de cabeza esté hablando de su conducta.

#### Teoría de la identidad
La teoría de la identidad, desarrollada por John Smart y Ullin T. Place, fue la reacción al conductismo. Si los estados mentales son algo material, pero no conducta, habrá que suponer que son idénticos a los estados físicos internos. De esto se sigue inmediatamente que un estado mental M no es otra cosa que un estado cerebral C. El estado mental «deseo de un café» no sería otra cosa que «la activación de determinadas neuronas de determinadas regiones cerebrales».

La teoría de la identidad experimentó un impulso debido a los avances de la neurociencia. Los actuales procedimientos de monitorización proporcionan nuevos conocimientos acerca del funcionamiento del cerebro.

Pese a una cierta plausibilidad inicial, la teoría de la identidad tiene que enfrentarse con al menos un serio problema, la realización múltiple, tal como la formuló Hilary Putnam. Parece claro que no solo los seres humanos, sino también por ejemplo los anfibios, o los alienígenas si los hubiera, pueden padecer dolores. Pero parece improbable que todos los seres con los mismos dolores se encuentren en el mismo estado cerebral. Pero si no es ese el caso, entonces el dolor no puede ser idéntico a un determinado estado cerebral. De modo que la teoría de la identidad carece de fundamento empírico.
Incluso si sucediera que un determinado estado cerebral está ligado en cada caso con un único estado «mental» de la persona, esta correlación absoluta entre estado mental y estado cerebral no significaría necesariamente que ambos estados son de hecho uno y el mismo.
Otro problema de la teoría de la identidad radica en que, ciertamente, puede describir el «deseo de tomar un café» por medio de un determinado estado cerebral; sin embargo, la declaración acerca del estado cerebral solo tiene significado si sabemos lo que significa sentir el deseo de tomar un café. Así pues, un lenguaje neurocientífico sobre los procesos mentales no puede prescindir del contenido semántico del lenguaje corriente, que expresa tanto los procesos mentales como el deseo de tomar un café, y no puede por tanto sustituirlo, como se pretende.
Pese a estos problemas, hoy en día se da un cierto renacimiento de la teoría de la identidad, debido sobre todo a Jaegwon Kim.[cita requerida]

#### Funcionalismo
El funcionalismo fue desarrollado, entre otros, por Hilary Putnam, como reacción a los problemas de la teoría de la identidad. La idea es la siguiente: si los seres con estados cerebrales diferentes pueden tener el mismo estado mental (con lo que la teoría de la identidad se revela falsa), ha de existir no obstante algo que los estados cerebrales tengan en común. La solución de los funcionalistas consiste en subsumir los distintos estados cerebrales bajo el mismo estado funcional. Los estados mentales serían entonces estados funcionales.
Pero ¿qué son los estados funcionales? A menudo se explica utilizando el ejemplo de una sencilla máquina automática. Imaginemos una máquina expendedora que por cada moneda da una golosina. La máquina puede describirse por medio de sus diferentes estados. Ha de haber un estado en el que la máquina expulse la golosina sin pedir más monedas. Pero ha de haber también estados en los que la máquina pida una moneda de 50 o 20 céntimos más para expulsar algo. En clave de la teoría de autómatas, la máquina expendedora de golosinas puede describirse completamente de esta manera, por medio de estados funcionales abstractos. Lo fundamental del ejemplo está en que la descripción es válida con independencia de cómo esté hecha la máquina. La analogía es clara: los estados mentales son estados funcionales independientemente de los estados cerebrales concretos que los produzcan.

#### Materialismo no reductivo
Para muchos filósofos, hay dos convicciones que van juntas:
- El materialismo es cierto, los estados mentales han de ser estados materiales.
- Todas las propuestas reductivas concretas son insatisfactorias: los estados mentales no pueden reducirse a conductas, estados cerebrales o estados funcionales.

Esto nos lleva a la pregunta de si puede haber un materialismo no reductivo. El monismo anómalo de Donald Davidson es un intento de formular ese tipo de materialismo.
Esta idea se formula a menudo con el concepto de superveniencia: los estados mentales supervienen sobre los estados físicos, pero no son reducibles a ellos. Superveniencia describe ahí una relación de dependencia: lo mental no puede cambiar sin que haya cambios físicos.
Entre otras alternativas al monismo reduccionista, también se encuentra el fisicalismo no reduccionista, propuesto por Malcolm Jeeves, profesor de filosofía de la Universidad de Saint Andrews en Escocia, y Warren Brown, profesor de psicología en el Fuller Theological Seminary en California. Para estos autores, su «fisicalismo» estriba en sostener que no es necesario postular para el alma o la mente una segunda entidad metafísica. Para esta postura, el alma o la mente están fisiológicamente expresadas o encarnadas en nuestra persona, pero no cabe una explicación exhaustiva de esta en virtud de un análisis exclusivamente biologicista. Su propuesta se encamina a reconciliar nuestros puntos de vista sobre cuerpo y alma —mente y cerebro— considerándolos en el conjunto de la persona. «Nosotros somos almas, no tenemos almas», señalan como una frase que pretende resumir acertadamente su pensamiento.

#### Materialismo eliminativo
Si se es materialista, se considera que los esfuerzos reductivos han fracasado y que un materialismo no reductivo es incoherente, puede recurrirse a una última opción y afirmar: «No hay estados mentales». Pero ¿no es esto completamente absurdo? Los materialistas eliminativos afirman que los estados mentales han sido introducidos por nuestra psicología popular. Si ahora, con los avances científicos, la psicología popular se revela falsa, también habremos de acabar con las entidades por ella postuladas. En este punto, eliminativistas como por ejemplo Patricia y Paul Churchland a menudo señalan el destino de otras teorías falsas a lo largo de la historia. Por ejemplo, la brujería se ha mostrado falsa. La consecuencia es la aceptación de la no existencia de brujas.
La visión del mundo según la cual todo es materia siguiendo leyes físicas, y en la que el cerebro es la única realidad existente en los mal denominados «fenómenos mentales», es criticada usualmente por partidarios de una visión mentalista o dualista, incluyendo casos de emergentistas que piensan que la mente es algo que «emerge» y se separa ontológicamente del cuerpo. Estas críticas apelan a la realidad de los «qualia» y la consciencia dado que son directamente percibidos. Martín López Corredoira, desde una posición materialista, sale al paso de esos argumentos: tales percepciones son una pura ilusión, una fantasía, sueños sobre algo irreal.

### Crítica de la filosofía del lenguaje al problema mente-cuerpo
Todo intento de resolver el «problema mente-cuerpo» se topa con serios problemas, en particular problemas conceptuales. Cabe por tanto la posibilidad de rechazar todas las formulaciones habituales del problema mente-cuerpo como un planteamiento de falso dilema. Esta posición es defendida hoy en día en particular por la filosofía analítica, siguiendo a Ludwig Wittgenstein. Los defensores de esta posición explican que es un error preguntarse cómo se ajustan los estados mentales y los biológicos. Más bien debería aceptarse que los seres humanos pueden describirse de formas diversas: por ejemplo, en términos mentales o biológicos. A juicio de la tradición wittgensteniana los falsos problemas surgen cuando se intenta reducir una forma de descripción a otra, o también cuando se emplea el vocabulario mental en el contexto equivocado. Este es por ejemplo el caso cuando se buscan estados mentales en el cerebro. El cerebro es, sencillamente, el contexto equivocado para la utilización del vocabulario mental. La búsqueda de estados mentales en el cerebro es, por tanto, un error categorial o una pura confusión de conceptos.
En la actualidad esta posición es defendida por intérpretes de Wittgenstein, como Peter Hacker. También Hilary Putnam, el iniciador del funcionalismo, sostiene que el problema mente-cuerpo es un falso problema que se disuelve acudiendo a Wittgenstein.
Peter Hacker representa la visión de los seguidores de Wittgenstein cuando critica que mucha de la filosofía contemporánea que se dice a sí misma “analítica” —incluyendo gran parte de la «filosofía de la mente»— realmente no merece tal título. De acuerdo con él, a mitad de la década de los setenta, en parte por razones económicas, el centro de gravedad de la filosofía se trasladó de Gran Bretaña a los Estados Unidos, donde la influencia de Wittgenstein nunca fue definitiva. Aquí, bajo la influencia del creciente prestigio de ciertos desarrollos científicos y tecnológicos tales como las informática, la neurofisiología y la lingüística chomskyiana, los argumentos wittgensteinianos fueron relegados a un segundo término o descartados por completo;
“Lo que desde la perspectiva de Wittgenstein eran enfermedades del intelecto, muchas a las que sucumbió en su juventud y en las que trabajó largo tiempo para extirparlas, surgieron nuevamente en formas violentamente mutadas”. (Hacker, p. 272)

## Externalismo e internalismo
¿Dónde está localizada la mente? Si la mente es un fenómeno físico de algún tipo, debe estar localizado en algún lugar. Existen dos posturas a este respecto: la mente es interna al cuerpo (internalismo) o bien, es externa al cuerpo (externalismo). O, más formalmente, la mente depende solo de eventos y propiedades tomando lugar dentro del cuerpo del sujeto o bien depende de factores externos al mismo. El internalismo sostiene que la actividad neurológica es suficiente para producir la mente, mientras que los externalistas sostienen que el entorno es también constitutivo de la mente. El externalismo, por su parte, tiene diferentes versiones. Las principales son el externalismo semántico, el externalismo cognitivo y el externalismo fenoménico.
El externalismo semántico sostiene que el contenido semántico de la mente está total o parcialmente definido por el estado de los asuntos externos al cuerpo del sujeto. El experimento mental de la Tierra Gemela de Hilary Putnam es la formulación más conocida de la tesis esencial de esta posición.
El externalismo cognitivo refiere a una gran variedad de posturas que sostienen la relevancia del entorno, de las herramientas, del cuerpo y del desarrollo en la constitución de la mente.
El externalismo fenoménico sostiene que los aspectos fenoménicos de la mente son externos al cuerpo. Entre los autores que sostienen esta posición se encuentran Ted Honderich, Edwin Holt, Francois Tonneau, Kevin O'Regan, Riccardo Manzotti, Teed Rockwell and Max Velmans.

## Misterianismo
Algunos filósofos adoptan un enfoque epistémico y argumentan que el problema de la mente y el cuerpo actualmente no tiene solución, y tal vez siempre lo será para los seres humanos. Esto generalmente se denomina Misterianismo nuevo. Colin McGinn sostiene que los seres humanos están cognitivamente cerrados con respecto a sus propias mentes. Según McGinn, las mentes humanas carecen de los procedimientos de formación de conceptos para comprender completamente cómo las propiedades mentales, como la conciencia, surgen de su base causal. Un ejemplo sería cómo un elefante está cognitivamente cerrado con respecto a la física de partículas.
Thomas Nagel ha expuesto una concepción más moderada, que sostiene que el problema mente-cuerpo actualmente no se puede resolver en la etapa actual del desarrollo científico y que podría tomar un cambio de paradigma científica en el futuro para cerrar la brecha explicativa. Nagel postula que en el futuro una especie de «fenomenología objetiva» podría ser capaz de cerrar la brecha entre la experiencia consciente subjetiva y su base física.

## El naturalismo y sus problemas
La tesis del materialismo es que la mente es algo material. El problema fundamental de esta posición es que la mente tiene propiedades que ningún objeto material posee. El materialismo debe por tanto explicar cómo puede ser que a un objeto material le correspondan, no obstante, esas propiedades. A menudo se denomina al proyecto de acometer esta explicación «naturalización de la mente». ¿Cuáles son las propiedades críticas? Las más conocidas son las dos siguientes:

### Qualia

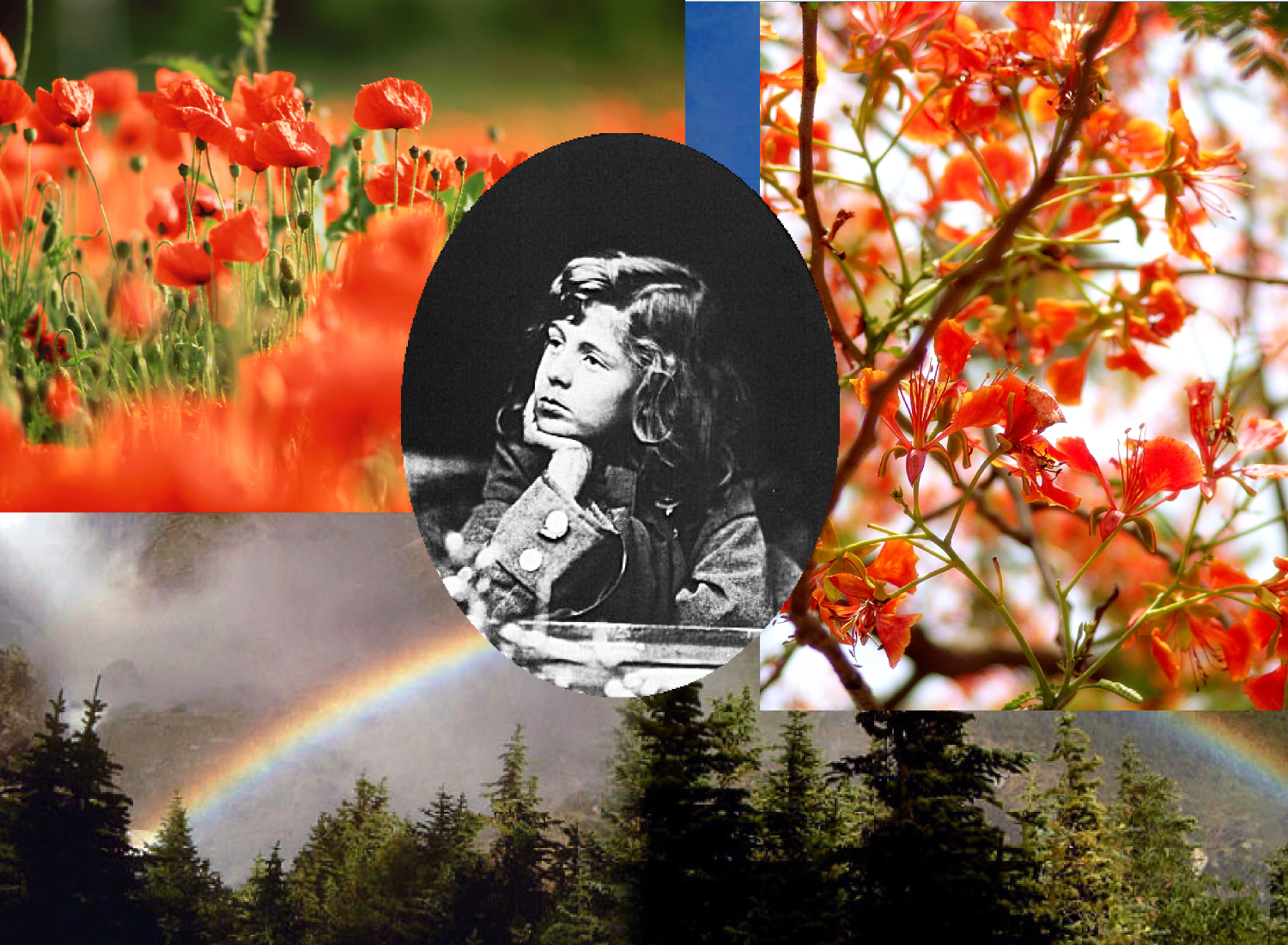
El experimento mental del cuarto de Mary provee uno de los argumentos más famosos en favor de los qualia.

Muchos estados mentales tienen la propiedad de ser experimentados de maneras diversas. Lo esencial del estado mental dolor es, evidentemente, que hace daño. Pero ¿de dónde viene esa experiencia (los qualia)? En un estado neuronal o funcional nada indica que vaya acompañado de una experiencia de dolor. A menudo el argumento se formula también como sigue: los acontecimientos cerebrales no pueden (aún) explicar, por qué se dan acompañados de las vivencias correspondientes. ¿Por qué muchos procesos cerebrales tienen lugar con un destello en la conciencia? No parece posible explicarlo.
Parece, no obstante, que las ciencias deberían explicar esas vivencias. Esto se deduce de la lógica de las explicaciones reductivas. Si pretendo explicar reductivamente un fenómeno (por ejemplo, agua), he de explicar también por qué tiene el fenómeno todas las propiedades que tiene (por ejemplo, fluidez, transparencia). En el caso de los estados mentales eso significa que habría de explicarse por qué tienen la propiedad de ser experimentados de determinada manera.

### Intencionalidad
La intencionalidad describe la capacidad de los estados mentales de estar dirigidos hacia o encontrarse en relación con algo, lo que hace también que puedan asignárseles valores de verdad. Esto significa que las ideas pueden ser verdaderas o falsas. En principio esto puede no tener nada de extraño; sin embargo, cuando se pretende reducir las ideas a procesos naturales surge un problema: los procesos naturales no son verdaderos o falsos, simplemente suceden. No tendría sentido decir que un proceso natural es verdadero o falso. Pero las ideas o los juicios mentales son verdaderos o falsos, ¿cómo pueden entonces las ideas ser procesos naturales?
La posibilidad de asignar a las ideas valores de verdad se debe a que las ideas apuntan a hechos. Así, por ejemplo, la idea de que Heródoto fue historiador se refiere a Heródoto y al hecho de que fue historiador. Si se da el hecho, la idea es verdadera; de lo contrario, es falsa. Pero ¿de dónde procede esta relación? En el cerebro se producen únicamente procesos electroquímicos y estos parecen no tener nada que ver con Heródoto.

## La filosofía de la mente y las ciencias de la naturaleza
Los humanos son seres corporales y, como tales, pueden ser descritos por las ciencias naturales. Puesto que los procesos mentales no son independientes de los procesos corporales, la descripción que las ciencias de la naturaleza hacen de los humanos jueguen un importante papel en la filosofía de la mente. Aquí son relevantes todas las disciplinas que describen procesos relacionados con lo mental. En consecuencia, la lista de las ciencias relevantes es larga: biología, informática, ciencia cognitiva, cibernética, lingüística, medicina, farmacología, psicología, etc.

### Neurobiología
El trasfondo teórico de la biología, como sucede en las ciencias naturales modernas en general, tiene un planteamiento naturalista. Objeto de estudio son en primer lugar los procesos físicos, que son contemplados como fundamento de la actividad mental y de la conducta. El éxito creciente de la biología en la explicación de los fenómenos mentales se entiende sobre todo por la ausencia de refutación del supuesto fundamental: no hay «ningún cambio de los estados mentales de una persona sin un cambio en su cerebro».
Dentro de la neurobiología hay diversas disciplinas que se ocupan de la relación entre los procesos mentales y los físicos:
- La fisiología sensorial investiga la relación entre los procesos de percepción y estimulación.
- La neurociencia cognitiva correlaciona los procesos mentales con los procesos neuronales.
- La neuropsicología describe la dependencia de las facultades mentales respecto de regiones cerebrales concretas.
- Por último, la biología, mediante su planteamiento evolucionista, muestra que el sistema nervioso humano, en cuanto base de la mente, se ha ido desarrollando tanto ontogenética como filogenéticamente a partir de estadios previos más simples.

El progreso metodológico de las neurociencias, en particular la introducción de los procedimientos de monitorización, condujo en años pasados de manera creciente a la elaboración de ambiciosos programas de investigación: en la agenda se encuentra el descubrimiento y comprensión de los procesos neuronales correspondientes a las funciones mentales (V. tb.: correlato neuronal). Unos pocos neurobiólogos, como Emil du Bois-Reymond y John Eccles han negado la posibilidad de una reducción de los fenómenos mentales a procesos cerebrales, en parte por razones religiosas. Hoy en día, la mayoría de neurobiólogos y neurocientíficos, entre ellos Antonio Damasio, Vilayanur Ramachandran, Gerald Edelman, Rodolfo Llinás y Gerhard Roth, defienden una forma de «materialismo no reductivo», que no niega la existencia de experiencias subjetivas conscientes (imágenes, sensaciones, qualia) sino que sostiene que es posible y necesario explicarlas como procesos físicos cerebrales.

### Informática

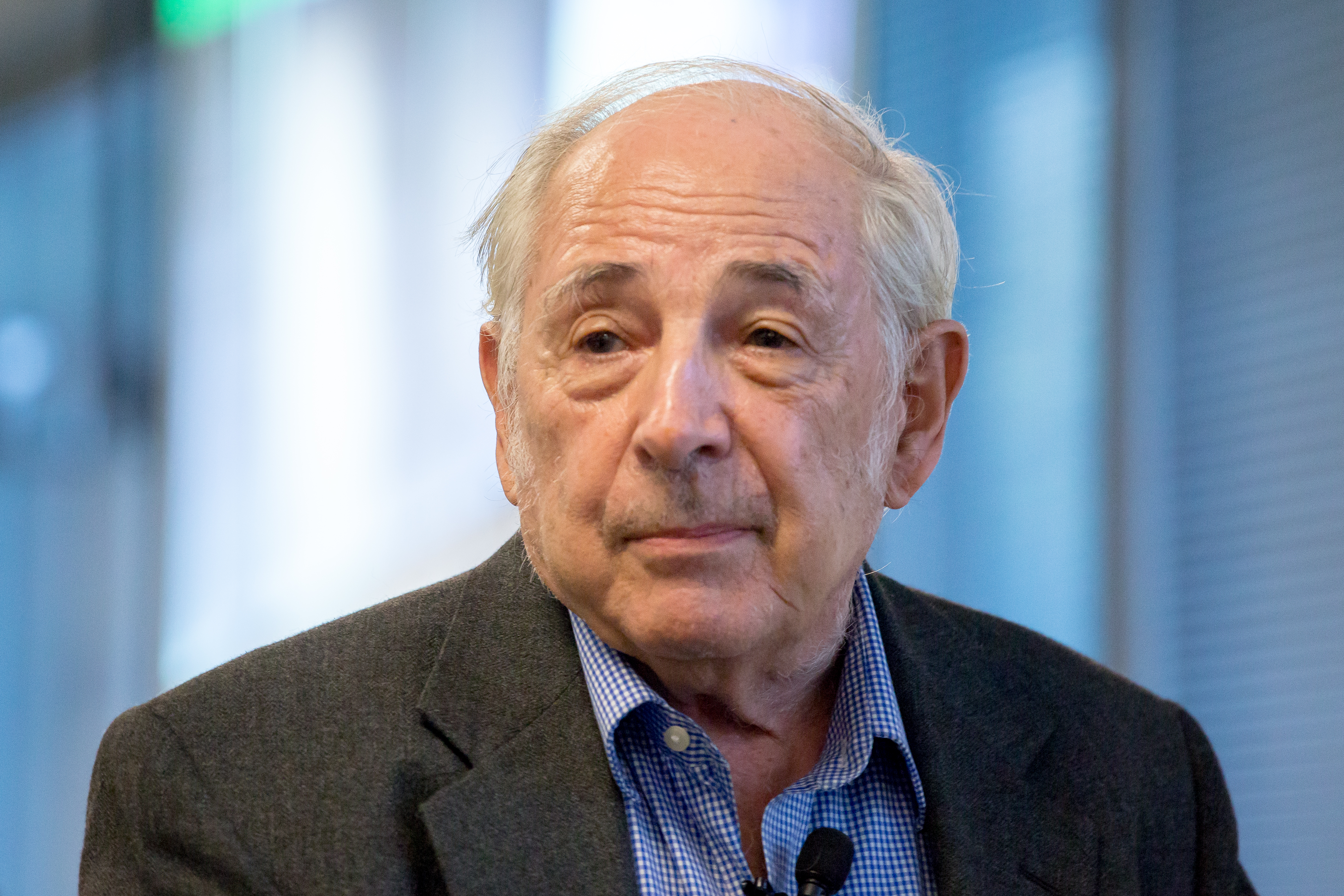
John Searle, uno de los filósofos de la mente más influyentes (2015).

La informática se ocupa del procesamiento automático de informaciones (o al menos de sistemas físicos de símbolos a los que se asigna información), tal como hacen las computadoras. Desde su comienzo, las computadoras han sido capaces de desarrollar acciones para las que una persona necesita su mente. Un ejemplo es la multiplicación. Pero está claro que las computadoras no utilizan una mente para multiplicar. ¿Podrían, no obstante, llegar algún día a tener una mente? Esta pregunta ha experimentado un enorme impulso con las investigaciones en el campo de la inteligencia artificial (IA).
En la IA hay que distinguir entre un programa de investigación modesto y otro más ambicioso: es la distinción de John Searle entre la IA débil y la fuerte. La IA débil tiene por único objetivo simular estados mentales, sin pretender por ello que las computadoras tengan realmente conciencia, etc. El objetivo de la IA fuerte, por el contrario, es una computadora con conciencia. La IA fuerte se remonta al pionero de la computación Alan Turing. Como respuesta a la pregunta «¿Pueden pensar las computadoras?» él formuló el célebre test de Turing. Turing pensaba que una computadora podría pensar cuando en un chat fuera indistinguible de una persona. El test de Turing ha recibido muchas críticas, entre otros de John Searle, con su experimento mental de la habitación china. Por lo demás, queda aún sin respuesta la pregunta acerca de una posible sensibilidad (qualia) de las computadoras o robots.
Algunos científicos del campo de la informática creen en la actualidad que su especialidad puede aportar una nueva contribución al problema mente-cuerpo. Suponen que a partir de la acción recíproca entre software y hardware, que se produce en toda computadora, es posible que algún día se puedan descubrir teorías que nos ayuden a comprender la acción recíproca entre la mente humana y el cerebro.

### Psicología
La psicología es la ciencia que investiga directamente la conducta y los procesos mentales. Investiga en concreto estados mentales como la alegría, el temor o las obsesiones. La psicología investiga ahí las leyes que ligan los estados mentales entre sí o con el input y output de las personas.
Ejemplos de esto nos los proporciona, por ejemplo, la psicología de la percepción. Esta ha descubierto principios generales de la percepción de las formas. Una ley de la psicología de la forma dice: los objetos que se mueven en el mismo sentido se perciben como relacionados entre sí. Esta ley describe una relación entre el input visual y los estados perceptivos mentales. No obstante, esto no dice aún nada acerca de la naturaleza de los estados perceptivos. Las leyes descubiertas por la psicología son compatibles con todas las respuestas al problema mente-cuerpo ya descritas.

## Consecuencias de la filosofía de la mente
Hay incontables temas que se ven afectados por los resultados de la filosofía de la mente. Claros ejemplos de ello son la naturaleza de la muerte y si tiene o no tiene carácter definitivo, la naturaleza de las emociones, de la percepción y de la memoria. También la cuestión acerca de qué es una persona y en qué consiste su identidad tiene mucho que ver con la filosofía de la mente. En conexión con la filosofía de la mente, han despertado especial atención:

### La libertad

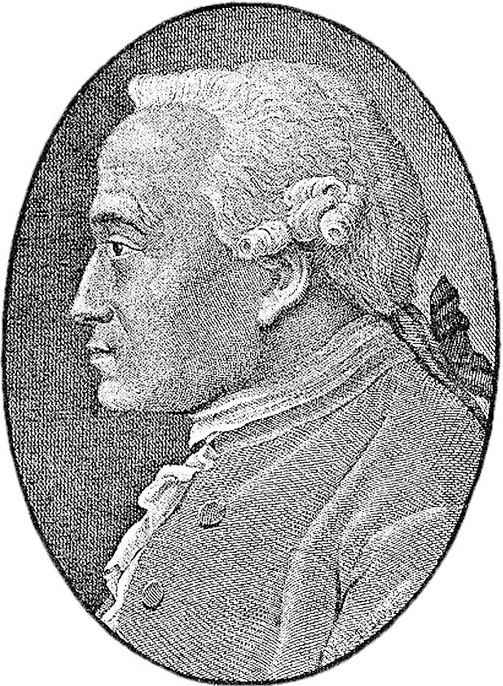
Immanuel Kant rechazó el determinismo de la voluntad y defendió el libre albedrío.

En el contexto de la filosofía de la mente la cuestión acerca de la libertad de la voluntad se plantea con renovada intensidad. Esto es así al menos para materialistas y deterministas. Según ellos, las leyes naturales determinan por completo el curso que sigue el mundo material. Los estados mentales —también, por tanto, la voluntad humana— serían, en virtud de ello, estados materiales. De modo que la voluntad y el actuar estarían completamente determinados por las leyes naturales. Algunos llevan la argumentación un poco más lejos: las personas no pueden determinar por sí mismas lo que quieren y hacen. En consecuencia, no son libres.
Esta argumentación es rechazada, por una parte, por los compatibilistas. Estos señalan que la pregunta «¿Somos libres?» solamente puede responderse una vez que se ha concretado qué se quiere decir con «libre». Y, así sigue su argumentación, no se debería identificar libertad con indeterminación. Con libertad debería significarse más bien el querer y actuar según el mejor saber y entender. En este sentido la persona puede también ser libre aun cuando el determinismo sea cierto. El compatibilista más conocido de la historia de la filosofía fue David Hume. Hoy en día esa posición es defendida, por ejemplo, por Daniel Dennett.
No obstante, hay también incompatibilistas que opinan que la voluntad de las personas es libre. Estos filósofos afirman que el curso del mundo no está completamente determinado por las leyes naturales: al menos la voluntad no ha de estarlo y, por tanto, es potencialmente libre. El incompatibilista más conocido de la historia de la filosofía fue Immanuel Kant. Los críticos con esta posición acusan al incompatibilismo de emplear un concepto de libertad incoherente. Argumentan de la siguiente manera: si nuestra voluntad no está determinada por nada, entonces queremos lo que queremos por pura casualidad. Y si lo que queremos es puramente casual, no somos libres. De manera que si nuestra voluntad no está determinada por nada, no somos libres.

### El yo
Por lo demás, la mente ha tenido importantes consecuencias para el concepto de yo. Si por «yo» se entiende el núcleo esencial inmutable de una persona, la mayoría de los filósofos de la mente afirmarán que no existe tal cosa. La idea de un yo como núcleo esencial inmutable surge de la idea platónica de un alma inmaterial «invisible» pero que se halla dentro de nosotros y de todos los seres vivos del planeta, ya sea animales o plantas. Tal idea es inaceptable para la mayoría de los filósofos actuales, debido a sus presupuestos materialistas. No obstante, a la luz de los resultados empíricos de la psicología del desarrollo, la biología del desarrollo y la neurociencia, tampoco la idea de un núcleo esencial material constante —plasmado, por ejemplo, en un área invariable del cerebro— parece plausible.
En vista de este problema, algunos filósofos afirman que deberíamos dejar de hablar de un yo. De todos modos, esta es una posición minoritaria; más extendida está la opinión siguiente: por «yo» no debería entenderse un núcleo esencial inmutable, sino algo que se encuentra en permanente cambio. Un conocido defensor de esta postura es Daniel Dennett.

### La percepción
El problema de la percepción es un tema muy diverso dentro de la filosofía de la mente. En el artículo escrito por Thomas Nagel, ¿Cómo es ser un murciélago?, se plantea una analogía interesante entre la percepción de un animal y la percepción de un humano, (aunque el objeto no cambie en un momento determinado, ambos tendrán una perspectiva diferente de ese objeto y por lo tanto una experiencia diferente, algo parecido a lo que pasa con el sentido y referencia de Gottlob Frege) esta analogía nos deja mucho en qué pensar y pone a prueba las diferentes formas en que obtenemos conocimiento, ya que una parte esencial de esta obtención proviene de la observación y la experiencia que esta produce para fines científicos.
El hecho de que exista una forma diferente de percibir los objetos abre un abanico a las posibilidades y da pie a no confiarnos tanto de lo que llamamos realidad.